# Peter DeLuise
Peter John DeLuise (ur. 6 listopada 1966 w Nowym Jorku) – amerykański aktor, reżyser telewizyjny, producent telewizyjny i scenarzysta. Syn Doma DeLuise’a.

## Życiorys

### Wczesne lata
Urodził się w rodzinie jako najstarszy z trzech synów pary aktorskiej – Carol Arthur (z domu Arata) i Doma DeLuise’a. Jego dwaj młodsi bracia, Michael (ur. 1969) i David (ur. 1971), także zostali aktorami. Jego ojciec był pochodzenia włoskiego, a matka miała w połowie włoskie, a w połowie  niemieckie korzenie. Uczęszczał do szkoły podstawowej i średniej w Los Angeles w Kalifornii. Pracował przy produkcjach teatralnych podczas nauki w liceum Palisades High School w Pacific Palisades.

### Kariera
Zadebiutował na ekranie w roli Petera Fortunaty w komedii kryminalnej Gorący towar (Hot Stuff, 1979) w reżyserii swojego ojca. Następnie pojawił się jako deskorolkarz w telewizyjnym dramacie kryminalnym CBS Szczęśliwy (Happy, 1983) u boku swoich rodziców, swojego brata Michaela, Dee Wallace i Henry’ego Silvy. Był przesłuchany do roli Biffa Tannena w Powrocie do przyszłości (1985). Rozpoznawalność przyniosła mu rola oficera Douga Penhalla w serialu Fox 21 Jump Street (1987–1991) z Johnnym Deppem i spin-off Booker (1989) z Richardem Grieco.

## Życie prywatne
29 grudnia 1988 poślubił Ginę Nemo. W 1992 doszło do rozwodu. W lipcu 2001 poznał kanadyjską aktorkę Anne Marie Loder, z którą ożenił się 7 czerwca 2002. Mają syna Jake’a Dominicka (ur. 11 kwietnia 2004).

## Filmografia
Obsada aktorska

### Filmy
- 1994: Milczenie baranów jako strażnik kasy
- 1994: W krzywym zwierciadle: Inwazja przygruntowych olbrzymek jako Stan Stant
- 2008: Yeti: Zabójcza stopa (TV) jako John Sheppard
- 2012: 21 Jump Street jako Doug Penhall (cameo)

### Seriale
- 1992: Nieśmiertelny jako Clinch
- 1993: Czarne kapelusze jako sierżant Bobby West
- 1994–1996: SeaQuest jako Dagwood
- 1996: Przyjaciele jako Carl
- 1998: Trzecia planeta od Słońca jako Frank
- 1999–2006: Gwiezdne wrota jako Airman
- 2000: V.I.P. jako mężczyzna wpada na Johnny’ego Loha
- 2004: Andromeda jako Calvino
- 2005: Gwiezdne wrota: Atlantyda jako dr P. Smith
- 2007: Painkiller Jane jako sanitariusz
- 2007: Sanctuary jako Ernie Watts
- 2008: Nie z tego świata jako zastępca dyrektora FBI Steven Groves
- 2009: Gwiezdne wrota: Wszechświat jako Peter